# Katrin Höft
Katrin Höft (* 1982 in Berlin) ist eine deutsche Schauspielerin.

## Leben
Ihre Schauspielausbildung absolvierte Katrin Höft zwischen 2006 und 2010 an der Universität der Künste Berlin. Im Jahr 2009 begannen Auftritte als Theaterschauspielerin bei der Neuköllner Oper. 
Es folgten u. a. Engagements an der Vaganten Bühne Berlin, beim Berliner Kabaretttheater Die Stachelschweine, Grenzlandtheater Aachen, Brüder Grimm Festspiele Hanau.
Seit 2013 ist sie auch im Fernsehen zu sehen. Von 2018 bis 2019 war sie in der Hauptrolle „Heike Schmitz“ bei Freundinnen – Jetzt erst recht zu sehen.

## Filmografie
- 2013: Hinter dem Parkplatz der Strand (Kurzspielfilm)
- 2014: Die Spiegel-Affäre (Fernsehfilm)
- 2014: Der Blitzer (Kurzspielfilm)
- 2016: SOKO Wismar – Verblitzt (Fernsehserie)
- 2017: Love is in the Air (Fernsehfilm)
- 2018: Gute Zeiten, schlechte Zeiten (Fernsehserie)
- 2018–2019: Freundinnen – Jetzt erst recht (Fernsehserie)
- 2020: Alles was zählt (Fernsehserie)
- 2022: Der Staatsanwalt (Folge Schuld und Gewissen)
- 2024: Tatort: Der Fluch des Geldes